# OpenCola
OpenCola er et mærke for cola, hvis opskrift er frit tilgængelig og modificerbar. Alle kan lave drikken, og alle kan ændre og forbedre opskriften, så længe de licenserer den under GNU General Public License. OpenCola blev oprindelig ment som markedsføring for princippet omkring åben kildekode.